# Topar
Topar (kyrillische Schreibweise: Топар) ist eine Siedlung im Gebiet Qaraghandy in Kasachstan.
Der Ort mit 9314 Einwohnern befindet sich 50 km südwestlich der Gebietshauptstadt im Rajon Abai.

## Geschichte
Die Siedlung wurde 1953 gegründet.

## Infrastruktur
Topar besitzt zwei allgemeinbildende Schulen (Nr. 2 Kornijenko und Nr. 16 Bauyrschan Momyschuly).
Postleitzahl: 100116.
Telefonvorwahl: +7 32773.